# جون سارا
جون سارا (بالنرويجية البوكمول: Johan Sara)‏ هو موسيقي ومنتج أسطوانات نرويجي، ولد في 1963 في ألتا في النرويج.

## وصلات خارجية
- الموقع الرسمي